# Hanna Gronkiewicz-Waltz

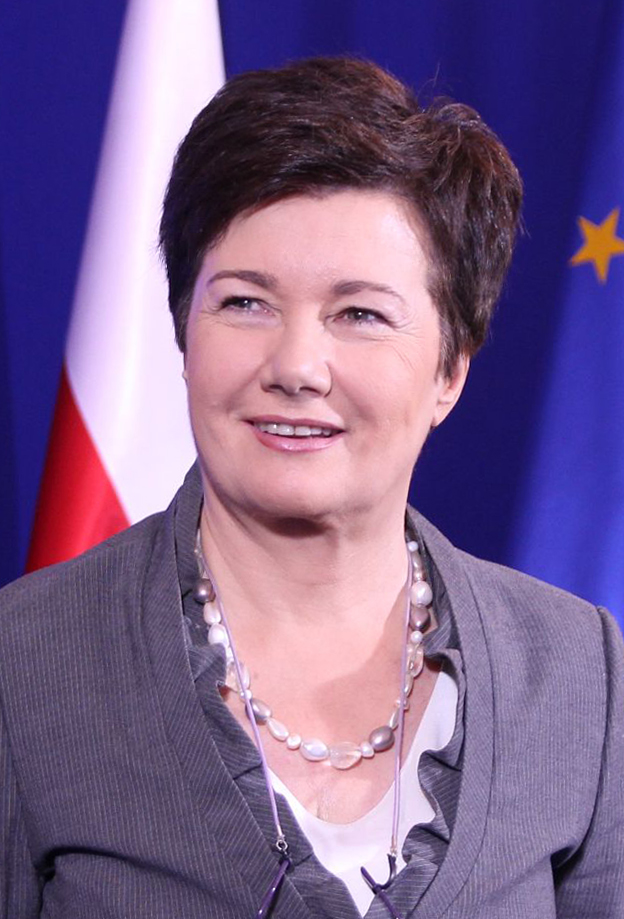
Hanna Gronkiewicz-Waltz

Hanna Beata Gronkiewicz-Waltz (Warschau, 4 november 1952) is een Pools advocate en liberale politica. Zij was sinds 2 december 2006 tot 22 november 2018 de burgemeester van Warschau. Zij was de eerste vrouw ooit in deze positie.
Tussen 1992 en 2000 was zij de voorzitter van de Nationale Bank van Polen, de centrale bank van Polen. Zij verliet deze functie om vicevoorzitter te worden van de Europese Bank voor Wederopbouw en Ontwikkeling, een functie die ze bekleedde tussen 2001 en 2004.
Gronkiewicz-Waltz werd op 25 september 2005 tot de Sejm verkozen als parlementslid van de partij Platforma Obywatelska. Hanna Gronkiewicz-Waltz was parlementslid vanaf 19 oktober 2005 tot 26 november 2006.
Bij de gemeentelijke verkiezingen in 2006 was Gronkiewicz-Waltz de kandidaat van Platforma Obywatelska om burgemeester van Warschau te worden. Op 12 november kreeg ze 34,23% van de stemmen, waarmee ze op de tweede plaats eindigde na de kandidaat van Prawo i Sprawiedliwość, voormalige Eerste Minister Kazimierz Marcinkiewicz. Aangezien geen van beiden 50 procent haalden, was er een tweede verkiezingsronde op 26 november waarbij Gronkiewicz-Waltz 53,18% van de stemmen kreeg en daardoor de verkiezingen won.
Tijdens de gemeentelijke verkiezingen in november 2010 werd Gronkiewicz-Waltz herkozen als burgemeester van Warschau met 53,67% van de stemmen in de eerste ronde achter zich. Dit maakte het onnodig om een tweede ronde te organiseren.
- Gemeinsame Normdatei: 140316558
- International Standard Name Identifier: 0000 0000 7379 9213
- Library of Congress Control Number: n94036878
- Nationale Bibliotheek van Polen: a0000001187180
- ORCID: 0000-0003-0386-6531
- Réseau des bibliothèques de Suisse occidentale: 02-A003322095
- Virtual International Authority File: 50914569
- WorldCat: E39PBJhXbjCMCgwDWFtxD8VQv3